# Anno bisestile

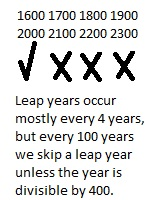
Un'immagine che mostra quali anni secolari sono bisestili nel calendario gregoriano

Un anno bisestile è un anno solare in cui avviene la periodica intercalazione di un giorno aggiuntivo nell'anno stesso, un accorgimento utilizzato in quasi tutti i calendari solari (quali quelli giuliano e gregoriano) per evitare lo slittamento delle stagioni. Per correggere questo slittamento, agli anni "normali" di 365 giorni (ogni quattro anni) si intercalano gli anni "bisestili" di 366: il giorno in più viene inserito nel mese di febbraio, il più corto dell'anno, che negli anni bisestili arriva a contare 29 giorni anziché 28. In questo modo si può ottenere una durata media dell'anno pari a un numero non intero di giorni.
L'aggiunta dell'anno bisestile non compensa completamente lo slittamento delle stagioni: ogni 128 anni (per il calendario giuliano) e ogni 3333 anni (per il calendario gregoriano) si accumula comunque un giorno in più di ritardo rispetto all'evento astronomico. Nella tradizione popolare l'anno bisestile sarebbe foriero di sventure, secondo il detto anno bisesto, anno funesto.

## Definizione
Nel calendario giuliano è bisestile un anno ogni quattro (quelli la cui numerazione è divisibile per 4). La durata media dell'anno diventa così di 365,25 giorni (365 giorni e 6 ore) e la differenza rispetto all'anno tropico si riduce da 5,8128 ore in difetto ad appena 11 minuti e 14 secondi in eccesso. 
Nel calendario gregoriano questa differenza viene ulteriormente ridotta togliendo tre anni bisestili ogni 400 anni. In questo modo la durata media dell'anno è portata a 365,2425 giorni (365 + 97/400), con la differenza di soli 26 secondi in eccesso rispetto all'anno tropico.
Premesso che un anno si dice secolare quando è divisibile per 100, nel calendario gregoriano sono quindi bisestili:
- gli anni non secolari il cui numero è divisibile per 4;
- gli anni secolari il cui numero è divisibile per 400.

Per fare qualche esempio, il 1896 e il 1996 sono stati entrambi bisestili (non secolari divisibili per 4), il 1700, il 1800 e il 1900 non lo sono stati (secolari non divisibili per 400), mentre il 1600 e il 2000 lo sono stati (secolari divisibili per 400).

## Storia
Il calendario gregoriano fu introdotto nel 1582. Benché, in via teorica, sia possibile estenderlo anche agli anni precedenti, per questi, di norma, si usa il calendario giuliano. Perciò sono bisestili tutti gli anni divisibili per 4, compresi quelli secolari, dal 4 al 1580 dell'era volgare. Per gli anni precedenti l'era volgare, invece, non si applicano gli anni bisestili, visto che Ottaviano Augusto regolò definitivamente l'applicazione degli anni bisestili nell'8 a.C.
I Romani aggiungevano il giorno in più dopo il 24 febbraio, che essi chiamavano ante diem sextum Kalendas Martias (sesto giorno prima delle Calende di marzo); il giorno aggiuntivo si chiamava bis sextus dies (sesto giorno ripetuto) da cui l'aggettivo "bisestile". Oggi i giorni di febbraio vengono semplicemente numerati a partire da 1, per cui normalmente si considera che il giorno aggiunto sia il 29. Solo in Svezia il 1712 fu un anno "doppiamente bisestile", cioè con il 29 e il 30 febbraio (diverso è invece il caso del 30 febbraio nel calendario rivoluzionario sovietico).
Mentre negli anni comuni ogni data cade un giorno della settimana più avanti rispetto all'anno precedente, negli anni bisestili si salta un giorno e le date dopo il 29 febbraio sono spostate di due giorni della settimana più avanti anziché uno solo, e lo stesso accade alle date fino al 28 febbraio dell'anno successivo: per questo motivo in inglese l'anno bisestile è chiamato leap year (anno del salto), in riferimento appunto al fatto di saltare un giorno in più rispetto all'anno precedente. Risulta inoltre caratteristico che in presenza di un anno bisestile si creano due "triplette" di mesi distanti fra loro tre mesi, che presentano gli stessi giorni della settimana. Esse sono:
- settembre e dicembre (dell'anno precedente) e marzo (dell'anno bisestile);
- gennaio, aprile e luglio dell'anno bisestile.

Inoltre, per ritrovare un mese con gli stessi giorni della settimana di luglio, e quindi anche di gennaio e aprile dell'anno bisestile, bisogna attendere il settembre dell'anno successivo.
Accorgimenti analoghi all'intercalazione bisestile dei calendari solari sono usati anche nei calendari lunari (come quello islamico), ma con la funzione di mantenere l'allineamento dell'inizio di ogni mese con le fasi lunari. I calendari lunisolari (come quello ebraico) applicano entrambi questi accorgimenti e, inoltre, inseriscono periodicamente un mese intercalare per mantenere fissa la stagionalità dei mesi.

## Tradizioni
Nel mondo, il 29 febbraio (leap day) è legato anche a varie tradizioni:
- il Bachelor's day ("giorno dello scapolo") è una tradizione irlandese che concede alle donne di iniziare danze e di proporre matrimoni solo in questo giorno. Se la proposta è rifiutata, l'uomo è tenuto a comprare alla donna un abito o dei guanti per rimediare all'imbarazzo arrecato;
- nella città statunitense di Aurora nell'Illinois, nel leap day donne nubili hanno il diritto di arrestare uomini celibi e di multarli di quattro dollari, mentre ad Anthony, in Texas, si tiene un'enorme festa di compleanno per i nati il 29 febbraio.[4]